# Teodora Vázquez
Pour les articles homonymes, voir Vázquez.
Teodora Vázquez ou Theodora del Carmen Vázquez est une militante féministe salvadorienne. Elle est la porte parole du groupe des 17, groupe de femmes accusées d'homicide aggravé au Salvador pour avoir fait une fausse couche.

## Biographie
En 2008, Theodora del Carmen Vázquez est enceinte de neuf mois de son deuxième enfant. Elle travaille dans un collège privé, à la cafétéria. Comme beaucoup d’employées domestiques en Amérique latine, elle dort sur place. Lors d'une sortie, elle est agressée violemment en sortant du bus. Au bout de trois jours de douleurs, elle demande de l’aide à la direction du collège, pour prendre un taxi et aller à l’hôpital. La direction refuse toute aide. Elle se réfugie aux toilettes. Elle s'évanouit. Lorsqu’elle reprend conscience, son bébé est mort. C’est la police qui vient la chercher pour la conduire en prison. Elle est condamnée à 30 ans de réclusion criminelle. En prison, elle rencontre d'autres femmes qui subissent la même injustice. Glenda Cruz, enceinte de quatre mois est battue par son compagnon. Elle fait une fausse couche. La justice l'envoie en prison.
En 2014, Teodora Vázquez reçoit la visite de militantes d'Amnesty International. Teodora Vázquez leur donne son accord pour lancer  une campagne mondiale et rendre public son histoire en dehors du Salvador. Teodora Vázquez fait partie du « Groupe des 17 ». Il s'agit de 17 femmes identifiées et qui ont donné leur accord pour rendre publique leur histoire. Elles ont toutes été condamnées à de lourdes peines de prison, après avoir subi une urgence obstétricale pendant leur grossesse. Les 17 femmes ne sont pas les seules à subir cette injustice.
Les Nations unies demandent aux autorités nationales salvadoriennes d'examiner les cas de femmes qui purgent de longues peines condamnées pour avortement accidentel ou intentionnel.
Le 13 décembre 2017, le tribunal rejette un recours en appel et confirme la condamnation de Teodora Vázquez à 30 ans pour infanticide. C'est un coup dur pour Teodora Vázquez qui pensait que son procès allait être révisé.
En 2018, la Cour suprême de justice accepte de commuer sa peine. Teodora Vasquez est libérée. Elle a passé dix années et sept mois en prison. En 2018, 27 femmes purgent des peines de prison allant de 6 à 35 ans.
Depuis sa libération, Teodora Vázquez se consacre à la défense des femmes et à la dépénalisation de l'avortement. Elle demande également que la justice déclare son innocence. Depuis, elle a intégré le programme Mujeres en el Camino, qui vient en aide aux femmes en prison.
En 2021, Celina Escher réalise Nuestra libertad un long métrage sur son parcours et celui des femmes accusées d'homicide aggravé au Salvador après avoir fait une fausse couche.